# 田島太陽
田島 太陽（たじま たいよう、1984年 - ）は日本の編集者。東京都出身。

## 経歴
出版社勤務を経て、2009年からフリーライターに。表現活動をする同世代の考え方に興味を持ち、様々なジャンルの20代クリエイターにロングインタビューをするウェブマガジンの運営を個人でスタート。駆け出しのライターとして『WEBマガジン幻冬舎』で連載を開始する。
その後、『週刊プレイボーイ』『Quick Japan』『TV Bros.』『an・an』などの雑誌、『ナタリー』『CINRA』『WEBマガジン幻冬舎』『エキサイトレビュー』『logirl』などのウェブメディアで執筆を担当。編集者として『ももクロくらぶ 秘密の部屋』『ナインティナインのオールナイトニッ本』『水溜りボンド トークライブ2020 オフィシャルブック』『吉田豪と15人の女たち』などを手掛ける。
『すすめ!キッチン戦隊クックルン』（Eテレ）などの番組、『あいちトリエンナーレ2019』音楽プログラムなどのイベントにも構成として参加。
2020年に『Quick Japan』のウェブメディアとしてスタートした『QJWeb』に立ち上げから参加し、2021年に編集長に就任。2023年からは『Quick Japan』本誌の編集長も兼務。
所属は『Quick Japan』を出版する太田出版ではなく、制作会社の株式会社ブロックバスター。

## 出演

### イベント
- YATSUI FESTIVAL! 2021[9]（「公式キャンペーンガールオーディション」審査員）
- YATSUI FESTIVAL! 2020[10]（「公式キャンペーンガールオーディション」審査員）